# Epischura
Epischura é um género de crustáceos copépodes da família Temoridae.
Este género contém as seguintes espécies:
- Epischura fluviatilis Herrick, 1883
- Epischura lacustris S. A. Forbes, 1882
- Epischura massachusettsensis Pearse, 1906
- Epischura nevadensis Lilljeborg, 1889
- Epischura nordenskioldi Lilljeborg, 1889
- Epischura smirnovi Borutsky, 1961
- Epischura udylensis Borutsky, 1947
- Epischura vagans Pickering, 1844

As espécies Epischurella baikalensis (G. O. Sars, 1900; Smirnov 1936) e Epischurella chankensis (Rylov, 1928) anteriormente foram incluidas, mas em 2019 comprovou-se que este gênero é parafilético, contendo espécies dos gêneros Epischurella e Heterocope.
- Commons
- Wikispecies